# Ioan Stan
Ioan Stan (n. 3 martie 1956, Forăști, Suceava, România) este un politician român, ales deputat în legislaturile de la 2000–2004 până la 2012–2016, în județul Suceava pe listele partidului PSD, și ales senator din partea aceluiași partid în 2016.
În cadrul activității sale parlamentare, Ioan Stan a fost membru în următoarele grupuri parlamentare de prietenie:
- în legislatura 2000-2004: Republica Franceză-Adunarea Națională, Republica Ecuador;
- în legislatura 2004-2008: Georgia, Ucraina, Republica Coasta de Fildeș;
- în legislatura 2008-2012: Republica Polonă, Republica Elenă, Albania;
- în legislatura 2012-2016: Republica Estonia, Japonia, Regatul Norvegiei;
- în legislatura 2016-2020: Regatul Maroc, Republica Islamică Iran, Republica Cehă.